# 圣盎博罗削堂 (佛罗伦萨)
圣盎博罗削堂（意大利语：Chiesa di Sant'Ambrogio）是意大利佛罗伦萨的一座罗马天主教教堂，得名于圣盎博罗削。

## 历史
据称该堂建于393年圣盎博罗削逗留佛罗伦萨期间。998年首次见于记载。该堂在17世纪重建。
传说称，在1230年12月30日，神父发现一只没有清理的酒杯在次日酒变成了血。圣体圣事的奇迹使之成为朝圣的地点。 
米开朗基罗终身的朋友、文艺复兴时期意大利画家Francesco Granacci（1469年至1543年），埋葬在这个教堂。

## 艺术
该堂拥有大量的壁画，祭坛画，和其他艺术品。仁慈小堂（Chapel of the Misericordia）是由菲耶索莱设计；同一小堂科西莫·罗塞利的壁画 (1476) 描绘水变酒的神迹（1476）。菲利普·利皮为该堂创作的祭台画圣母像（1441-1447年）现在在乌菲齐美术馆。